# Zöldhátú hegyitangara
A zöldhátú hegyitangara (Bangsia edwardsi)  a madarak osztályának verébalakúak (Passeriformes) rendjébe és a tangarafélék (Thraupidae) családjába tartozó faj.

## Rendszerezése
A fajt Daniel Giraud Elliot amerikai zoológus írta le 1865-ben, a Buthraupis  nembe Buthraupis edwardsi néven.

## Előfordulása
Dél-Amerika északnyugati részén, az Andokban, Ecuador és Kolumbia területén honos. Természetes élőhelyei a szubtrópusi és trópusi síkvidéki és hegyi esőerdők. Állandó, nem vonuló faj.

## Megjelenése
Testhossza 15 centiméter.
|  |

## Természetvédelmi helyzete
Az elterjedési területe kicsi, egyedszáma ugyan csökken, de még nem éri el a kritikus szintet.  A Természetvédelmi Világszövetség Vörös listáján nem fenyegetett fajként szerepel.